# はんぶんおとな
「はんぶんおとな」は、井上あずみ＆ゆーゆによる日本の楽曲。2014年12月3日に発売されたシングルCD。NHKの『みんなのうた』で、2014年12月 - 2015年1月に初放送。

## 概要
2分の1成人式をモチーフとした楽曲。
『みんなのうた』で曲紹介のナレーションを2007年4月から担当している井上あずみは、2009年10月・11月に放送された「ななかまどの秋」以来4回目、ゆーゆは、2013年6月・7月に放送されて、ワタナベフラワーと歌った「タン・タン・タン」以来3回目の『みんなのうた』出演となった。
『みんなのうた』の放送で使用されたアニメーションの映像は長井勝見が制作した。

## 収録曲
1. はんぶんおとな（2分23秒）
作詞：山田ひろし／作曲・編曲：磯貝サイモン
2. ハレノヒ☆キラリ（3分31秒）
作詞・作曲・編曲：イクロー
3. はんぶんおとな（カラオケ）
4. ハレノヒ☆キラリ（カラオケ）